# 政治指導區
政治指導區，是民國二十八年（1939年）西康省寧屬屯墾委員會成立後，經省府批准，陸續在各縣彝族聚居區或彝漢雜居區設置了一批政治指導區，為建縣准備。有的由屯委會直轄，有的屬縣或設治局，不時設、並、撤。共分三種。

## 模範政治指導區
北山模範政治指導區，其轄境南接西昌城，1950年後為紅毛螞姑彝族自治區，是涼山的第一個區域自治地區。現劃歸喜德縣。

## 特別政治指導區
1. 拖烏特別政治指導區，區署設在樂西公路線上的拖烏。從冕寧縣北部劃設。
2. 瀘寧特別政治指導區，區署設瀘寧營(俗呼二四營)。是從冕寧縣北西部劃設的。後改為設治局、解放初並設金礦縣。金礦縣治設木里庄，後來併入冕寧縣。
3. 普雄特別政治指導區，因受軍政力量的局限，區長進不了普雄，只好把區署設在昭覺西北與普雄隔一座大山的林密地，而僅在下普雄距越嶲城只十多里的胎西地方設辦事處。
4. 腴田特別政治指導區，由越嶲東北部靠近田壩場附近的彝村劃設，區署設腴田村。
5. 寧西特別政治指導區，由西昌縣的普格區同忠良、馬雄兩個指導區合併而成。區署設普格場；以後升為普格設治局，後改普格縣。
6. 黃草特別政治指導區，區署設在鹽源縣中所地方的黃草壩。1942年尚是政治指導區，後升為特別政治指導區。

## 政治指導區
相當於區級，先後設立共約20餘個指導區
1. 馬雄政治指導區，併入寧西特別政治指導區
2. 忠良政治指導區，併入寧西特別政治指導區
3. 竹核政治指導區，為昭覺縣屬區。
4. 蒿姑政治指導區，為昭覺縣屬區。
5. 三崗政治指導區，為昭覺縣屬區。
6. 九瀘政治指導區
7. 菩提政治指導區，為寧東局屬區。
8. 巴溪政治指導區，為寧東局屬區。
9. 鹽中政治指導區(河西)，為鹽源縣屬區。
10. 天台政治指導區(會理)
11. 瓜別政治指導區(鹽源)
12. 光華政治指導區(西昌)
13. 大有政治指導區(鹽邊)
14. 龍阿政治指導區(德昌)
15. 煌猷政治指導區(德昌)
16. 麻隴政治指導區(會理)
17. 俄陽政治指導區
18. 安農政治指導區(石棉)
19. 大橋政治指導區(西昌)
20. 巴哲政治指導區，1943年「鹽北事件」後設
21. 冕北政治指導區，1944年設，在冕寧北面的大橋
22. 太平政治指導區，冕寧東南
23. 鹽東政治指導區，鹽源東方的樹瓦河
24. 金杯政治指導區，普雄特別政治指導區撤銷後，設普南普北兩區及金杯指導區。
25. 布拖政治指導區，1943年春，屯委會派李仕安以「布拖宣撫專員」名義考察後，認為條件不成熟，建議緩設。

## 政治指導區的作用
設區後，彝族頭人當上了鄉長、大隊長之類，有屯委會給他們撐腰，不再怕鄧秀廷剿殺。百姓在區內來往買賣也不成問題。而未設區的地方彝人被列為「野彝」連附近鄉場都不敢去，怕官府找麻煩。設區地方的治安秩序也比漢區好得多，很少發生搶劫事件。